# Cuttyhunk Light
A Cuttyhunk Light világítótorony volt a massachusettsi Cuttyhunk-sziget nyugati végén. 1823-ban épült fel, majd többször átépítették. Utoljára 1891-ben épült újjá, egy Fresnel-lencsével egy 45 láb (14 méter) magas toronyban. Ez súlyosan megsérült az 1944-es nagy atlanti hurrikánban, majd 1947-ben lebontották. Az őrház is megsemmisült. Az ideiglenes tornyot 2005-ben elbontották. A világítótorony állomásból csak egy kőház maradt meg, amelynek az ajtaja és a teteje hiányzik. 

## Fordítás
Ez a szócikk részben vagy egészben  a   Cuttyhunk Light című angol Wikipédia-szócikk ezen változatának fordításán alapul.  Az eredeti cikk szerkesztőit annak laptörténete sorolja fel. Ez a jelzés csupán a megfogalmazás eredetét és a szerzői jogokat jelzi, nem szolgál a cikkben szereplő információk forrásmegjelöléseként.